# Jan Łazarski
Jan Łazarski (ur. 26 października 1892 w Krakowie, zm. 11 sierpnia 1968 tamże) – polski kolarz torowy, po zakończeniu kariery działacz i trener.

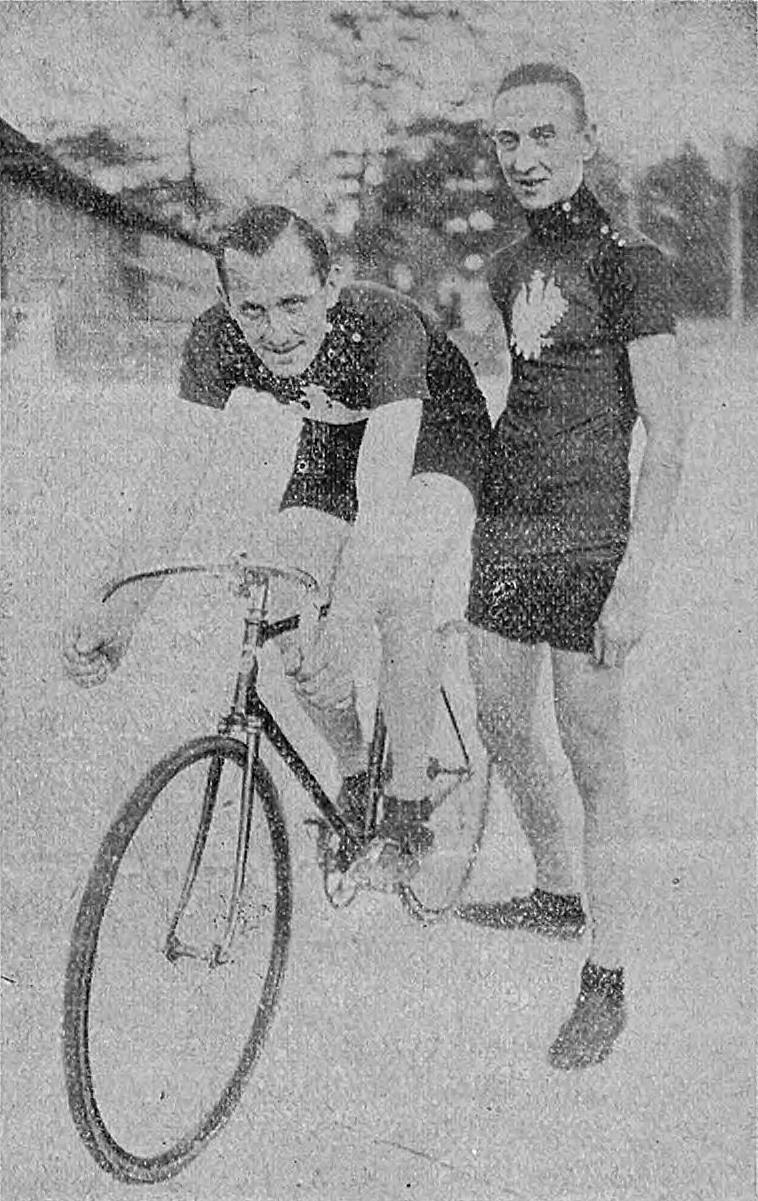
Jan Łazarski (na rowerze) i Tomasz Stankiewicz (1924)

## Życiorys
Początkowo unikał specjalizacji i startował w różnego rodzaju zawodach kolarskich. Reprezentował Krakowski Klub Cyklistów i Motorzystów oraz Cracovię. Olimpijczyk (Paryż 1924), zdobywca srebrnego medalu w konkurencji 4000 m drużynowo (z Józefem Lange, Tomaszem Stankiewiczem i Franciszkiem Szymczykiem); startował także na 1000 m ze startu lotnego (odpadł po repasażach) i na 50 km (nie ukończył).
W 1926 mistrz Polski w kolarstwie torowym.
W 1919 doznał przypadkowego postrzału rewolwerowego w lewe kolano, co miało zakończyć jego karierę sportową. Dzięki forsownym treningom przezwyciężył to ograniczenie. Kula tkwiła w jego kolanie do końca życia. 
Pochowany na cmentarzu Rakowickim w Krakowie.

## Odznaczenie
- Srebrny Krzyż Zasługi (19 marca 1931)[5]